# بیندو (آنگولا)
بیندو (به لاتین: Bindo) یک منطقهٔ مسکونی در آنگولا است که در استان کوانزای شمالی واقع شده‌است.